# Sawamu, o demolidor
Sawamu, o Demolidor, conhecido no Japão como Kick no Oni (キックの鬼, Kikku no Oni, lit. "O Chute do Dêmonio"), é uma série de mangá e anime sobre o lendário lutador de kickboxing Tadashi "Sawamu" Sawamura.

## Histórico
Escrito por Ikki Kajiwara e ilustrado por Kentaro Nakajou, o mangá foi publicado em 1969 na revista "Shōnen Gaho", ganhou uma versão em anime produzida entre os anos de 1970 e 1971 pela Toei Animation.  Ikki Kajiwara é conhecido por outros mangás de artes marciais, um deles, Ashita no Joe,  ilustrado por Tetsuya Chiba e publicado entre 1968 1973 na Weekly Shōnen Magazine.

## Enredo
A série narra a história real do lutador Tadashi Sawamura (erroneamente traduzido como Sawamu Tadashi) que após uma derrota por um lutador de Muay Thai, o até então lutador de caratê, resolve aprender Kickboxing e Muay Thai.

## Lista de Episódios
O anime foi apresentado originalmente no Japão, a partir de 2 de outubro de 1970, num total de 26 episódios, de aproximadamente 30 minutos cada.
No Brasil, foi exibida a partir de julho de 1976 pela TV Record no horário das 18 horas. Essa exibição permaneceu no ar até 1978, sempre no mesmo horário.
Em 1979 transferiu-se para a TV Gazeta num horário reservado aos animes, mas ficou poucos meses no ar. Só retornou à televisão brasileira em 1983, novamente pela TV Record, agora sendo exibido às 14h. Saiu definitivamente do ar em 1984.
| #     | Título (Em Português)             |
| ----- | --------------------------------- |
| Ep.01 | Boxe Contra Karate                |
| Ep.02 | A Derrota De Sawamu               |
| Ep.03 | Treinamento Intensivo de Jovens   |
| Ep.04 | O Regresso de Sawamu              |
| Ep.05 | Mais um Outro Homem               |
| Ep.06 | Nova Estrategia De Luta           |
| Ep.07 | A Marcha Sem Limite               |
| Ep.08 | O Ruido do Golpe da Espada        |
| Ep.09 | Soou o Gongo                      |
| Ep.10 | O Nascimento do Campeão           |
| Ep.11 | Quando Brilha a Lagrima do Homem  |
| Ep.12 | O Chute no Vácuo com Joelhada     |
| Ep.13 | Homem de Ferro Imortal            |
| Ep.14 | Que Venha o Poderoso Inimigo      |
| Ep.15 | Primeiro Combate                  |
| Ep.16 | Enigmática Provocação de uma Luta |
| Ep.17 | Dedicação Total a Promoção        |
| Ep.18 | Ataque Solitário do Inimigo       |
| Ep.19 | Primeira Cena de Luta Mortal      |
| Ep.20 | Após uma Luta Mortal              |
| Ep.21 | Tempestade Negra                  |
| Ep.22 | O Futuro do Trono                 |
| Ep.23 | Acorde Sawamu                     |
| Ep.24 | O Campeão do Carnaval do Oriente  |
| Ep.25 | Maníaco Assassino                 |
| Ep.26 | Chute Para o Infinito             |

## Tema Musical
A abertura original foi cantada pelo próprio Sawamura e é bem ao estilo dos animês da época. Já no Brasil, o tema musical não foi a tradução da abertura original, mas uma canção própria escrita por um compositor chamado Toré e musicada pela dupla Sá e Guarabyra.

## Dubladores
Estúdio de dublagem no Brasil: Cinecastro e Televox
- Fonte:[5]

| Personagem    | Dublagem Original | Dublagem Brasileira            |
| ------------- | ----------------- | ------------------------------ |
| Sawamu        | Kouji Asakura     | Paulo Pinheiro / Leonardo José |
| Osamu Noguchi | Kiyoshi Kobayashi | Castro Gonzaga                 |
| Etsuko        | Michiko Nomura    | Sônia de Moraes                |
| Youko         | Minori Matsushima | Mara di Carlo                  |
| Idoshiro      | Yuuji Nishimoto   | Henrique Ogalla                |
| Narrador      | Kyougo Isshiki    | Carlos Leão                    |